# 大相撲平成27年9月場所
大相撲平成27年9月場所（おおずもうへいせい27ねん9がつばしょ）は、2015年9月13日から9月27日まで東京・両国国技館で開催された大相撲本場所。
幕内最高優勝は、横綱・鶴竜力三郎（12勝3敗・9場所ぶり2回目）。

## 場所前の話題・本場所の足跡
2015年の3月場所から注目されている大関・照ノ富士の2回目の優勝が期待されていた。照ノ富士は大関2場所目。
この場所は第一人者の白鵬が横綱になってから初めての休場で3日目から姿を消した。場所前の注目通り、照ノ富士が豪快な相撲で相手を寄せ付けず、初日から11連勝。北の富士も前場所の7月場所の解説で、「白鵬のこれからのライバルは日馬富士でも鶴竜でもない。間違いなく照ノ富士。」と賞賛するほどであった。
11日目終えて、全勝照ノ富士に対し二敗鶴竜と後続に星2つの差をつけていた。ところが、照ノ富士は12日目の栃煌山戦でもろ差しになられて寄り切られ一敗に後退。照ノ富士が負けることを想定している人はおらず座布団が舞った。大関になって間もない力士が負けて座布団が舞うのは、2002年9月場所の当時新大関朝青龍が横綱貴乃花に負け座布団が舞ったとき以来ちょうど13年振り。照ノ富士の13日目の相手は先輩大関の稀勢の里。場所前の注目を若手の大関に持っていかれた稀勢の里は奮起し先輩大関の意地を見せ浴びせ倒しで照ノ富士を下した。その際、照ノ富士は右膝前十字靭帯断裂という大怪我を負った。しかし、怪我を押し14日目も強行出場したが先輩大関の豪栄道に敗れ三敗に後退。同時に二敗の鶴竜は三敗の稀勢の里と対戦し立ち合いの変化から稀勢の里を退けた。そして、二敗鶴竜、三敗照ノ富士で迎えた千秋楽。千秋楽結びの一番で両者が激突。千秋楽結びで白鵬が見られないのは2007年3月場所以来49場所振り。誰もが鶴竜の勝ちを予想していたが、照ノ富士の一気の寄りで鶴竜を倒し、館内は大歓声。2014年1月場所の白鵬と鶴竜の優勝決定戦以来10場所振りの優勝決定戦となった。優勝決定戦では鶴竜が立ち合いから前まわしを取り下手出し投げで照ノ富士を退け、2回目の優勝及び横綱昇進後初の優勝を手にした。

## 各段優勝・三賞
- 幕内最高優勝　鶴竜　12勝3敗（2回目）